# Fisalia (sommergibile 1932)
Il Fisalia è stato un sommergibile della Regia Marina.

## Storia
Dopo l'entrata in servizio trascorse alcuni medi nell'Adriatico settentrionale, specie a Pola.
Nel 1933 compì un lungo viaggio di addestramento nelle acque del Mediterraneo, dopo di che fu dislocato a Messina, venendo impiegato nell'addestramento.
Prese parte clandestinamente alla guerra di Spagna (al comando del tenente di vascello Giorgio Bernabò) con una missione di dodici giorni, priva di risultati. 
Fu poi inviato a Tobruk. Salpò da Brindisi il 15 febbraio 1940 e giunse a Tobruk il 18 seguente, trovandosi nel sorgitore cirenaico, sede del 6° Grupsom, all'entrata dell'Italia nella seconda guerra mondiale.
Il 12 giugno 1940 (con il tenente di vascello Girolamo Acunto come comandante dal 13 gennaio) fu inviato in missione offensiva nei pressi di Alessandria d'Egitto, rimanendovi due giorni; individuò un trasporto ma non riuscì ad attaccarlo. Il 15 giugno, mentre stava facendo ritorno a Tobruk, fu attaccato con un siluro da un sommergibile nemico, ma schivò l'arma con la manovra.
Il 12 luglio partì per raggiungere il golfo di Sollum; lungo il viaggio fu però individuato da tre navi scorta e subì pesante caccia antisommergibile dalla quale uscì piuttosto malconcio, dovendo fare ritorno a Tobruk (ove giunse il 13). Dopo le riparazioni compì varie altre missioni offensive, tutte prive di risultati. 
Salpò definitivamente da Tobruk il 1 agosto 1940 con la soppressione del 6° Grupsom perché troppo esposto alle offese aeree britanniche, e giunse a Taranto il 7 seguente.
Dal 14 ottobre 1940 fu assegnato alla Scuola Sommergibili di Pola, per la quale svolse 46 missioni addestrative sino al 10 marzo 1941.
Fu poi impiegato in missioni offensive in acque egiziane.
Il 23 settembre 1941 lasciò Lero diretto nel proprio settore d'operazione, sito tra Giaffa ed Haifa, ma scomparve.
Nel dopoguerra si venne a sapere che era stato affondato con bombe di profondità il 28 settembre dalla corvetta britannica Hyacinth, circa venticinque miglia a nordest di Jaffa.
Con il Fisalia scomparvero il comandante Acunto, quattro altri ufficiali, 14 sottufficiali e 26 tra sottocapi e marinai.
In tutta la guerra il sommergibile aveva svolto 7 missioni offensivo-esplorative e 8 di trasferimento, per complessive 6181 miglia di navigazione in superficie e 2190 in immersione.